# Lunel
Lunel – miejscowość i gmina we Francji, w regionie Oksytania, w departamencie Hérault.
Według danych na rok 1990 gminę zamieszkiwały 18 404 osoby, a gęstość zaludnienia wynosiła 770 osób/km² (wśród 1545 gmin Langwedocji-Roussillon Lunel plasuje się na 9. miejscu pod względem liczby ludności, natomiast pod względem powierzchni na miejscu 295.).